# Bendoc River
Der Bendoc River ist ein Fluss im Südosten Australiens.
Er entspringt bei Bendoc im Osten von Victoria und fließt nach Nordosten zur Grenze nach New South Wales. Unmittelbar nach Überschreitung der Grenze vereinigt er sich bei Bendoc Upper mit dem Queensborough River zum Little Plains River.